# 夜はスッポン
『夜はスッポン』（よるはスッポン）は、1997年から2000年まで九州朝日放送で不定期に放送された深夜の生放送特別番組である。深夜から早朝にかけての3時間から4時間にわたって放送。
番組の内容は、当時同局で制作・放送されていた情報番組・バラエティ番組（『モーニングモーニング』『情報回遊TV うるとらマンボウ』『ドォーモ』『オハコンTV Zooo-』など）から選んだVTRを次々に紹介していきながら、生放送中のスタジオに各番組の司会者やキャスターが多数出演してトークを交わし、番組中に視聴者からFAXやメールで送られてくる質問や意見にも応えていくものだった。放送時期に同局でレギュラー番組を持っていたアナウンサー・タレントはほとんど出演した。
番組の大元となったのは、1997年に放送されたKBCの25時間テレビ『水と緑の物語』の深夜で放送された「番組揃い踏み・ネイチャリングアンコール」。各番組で放送された自然や環境にまつわる企画を終夜で見せていった。この企画が好評だったのを受けて「夜はスッポン」の名前で独立。春や秋の改編期や年末、そして夏の25時間テレビの中でも引き続き放送された。

## 歴代司会
- 富田薫
- 武内裕之
- 田崎日加理
- 沢田幸二 - アナウンス部を離れていた頃にも司会を担当した。
- 宮本啓丞

## エピソード
- 初期の放送では中島浩二が酷い扱いを受けており、一人だけパイプ椅子だったり、名前のテロップがやけに小さかったり、紹介と同時にスポットライトが消されるなどの仕打ち（演出）を受けていた。
- 生放送中に岡本啓を深夜の天神におつかいに出し、その姿をKBCタワーカメラ（社屋横の鉄塔に備え付けのお天気カメラ）で追う企画が行われた。
- KBCはもとより、在福他局の番組や出演者をネタにしたクイズ企画が行われた。
- 番組が時折一部の出演者によるものまね大会状態になることがあった。中でも沢田幸二の大橋巨泉、中島浩二のドラえもん、コンバット満のトレイシー・ローズはほぼ毎回のように披露されていた。
- 2000年12月の放送には、KBCでレギュラーを持たない福田健次（テレビ西日本『ももち浜ストア』司会、元アクション俳優のローカルタレント）がゲストで呼ばれたことがある。その際には福田が以前出演した『ゴジラ』シリーズでの登場シーンが紹介されたが、当時司会の宮本曰く「素材を借りるのに相当金がかかった」とのことである。

## KBCテレビの終夜番組
この『夜はスッポン』以前にも、KBCテレビにはオールナイト放送の特別番組が存在した。キー局・テレビ朝日の『朝まで生テレビ!』の成功を受けて、1988年には深夜討論番組『テレビ25時』を年に3回から4回放送し、深夜番組の礎を築いた（その後も『朝まで生討論』のタイトルで何度も放送している）。また、1989年10月には月曜から木曜の深夜に生ワイド番組『ドォーモ』がスタート。翌年には博多祇園山笠の「追い山」の日に、同番組のオールナイトスペシャルを放送した。さらに1996年には深夜2時台に帯番組『オハコンTV Zooo-』を制作・放送するなど、意欲的な編成方針が見られた。また、1990年代には毎年クリスマスイブに長時間の特別生番組『エンドレス・イブ』を放送した。